# Ulmer Hansele
Das Ulmer Hansele ist eine historische Fastnachtsfigur aus der Stadt Ulm an der Donau, die im 20. Jahrhundert neu belebt wurde. Heute sind die Hansele eine Zunftgruppe der Narrenzunft Ulm e. V., die Mitglied im Alemannischen Narrenring ist.

## Geschichte
Das Fischerstechen, früher im Februar oder März abgehalten, ist eigentlich ein spätmittelalterlicher Fastnachtsbrauch. Bereits 1551 sind die Narren neben Bauer und Bäuerin bei Fasnachtstänzen und Spielen aufgetreten. So wurden in Ulm auch Narrenschiffe bei Fastnachtsumzügen durch die Straßen gezogen. Erst in späteren Jahren wurde das Fischerstechen wegen der Gesundheitsrisiken für die Stecher in die Sommermonate verlegt.
Die Narren, die ältesten Figuren des Ulmer Fischerstechens, wurden bereits im Jahr 1717 dargestellt. Die heutigen Narrenfiguren haben noch den Fuchsschwanz mit diesen Urfiguren gemein. Auch die gekreuzten Fische finden sich noch auf dem heutigen Kostüm. Diese Frühversion des Narren wurde bereits im Jahr 1790 vom Chronisten Hausleutner beschrieben:

„Die Narren haben eine Art von Harlekinstracht an, einen Fuchsschwanz an der Mütze und hinten an den Beinkleidern. Sie machen sich einen Bart und schwärzen sich wohl die Wangen und andere Teile des Gesichtes.“

Dieses Gesichtsschwärzen ist ein Fastnachtsbrauch aus Ulm im 16. Jahrhundert.
Eine Rommelfigur von Septimus Rommel, die um 1811 aus Ton für den König von Württemberg gefertigt wurde, lässt Rückschlüsse auf das Aussehen der Figur um diese Zeit zu. Anlass der Fertigung dieser Tonfigur war der Besuch König Friedrichs von Württemberg beim Fischerstechens am 2. Juli 1811. Die Rommelfigur wurde im 20. Jahrhundert als Vorlage für die Gestaltung der Narrengruppe der Narrenzunft Ulm herangezogen.

## Aussehen der heutigen Hansele
Die Hansele der Narrenzunft Ulm sind mit einem buntgefleckten Narrenkleid bekleidet, auf dessen Rücken ein weißes Haus mit einem Storch auf dem Dach aufgestickt ist. Auf der Brust ist ein rotes Herz zu sehen, darunter befinden sich zwei gekreuzte, silberne Fische. Er trägt einen grünen Fischerhut, an dem ein Fuchsschwanz befestigt ist. An den Füßen trägt er flache Tanzschuhe. Er führt einen kurzen Stecherspeer als Zeichen seiner Würde mit sich.